# كركان بندر انزلي (تشهار فريضة)
کرکان بندر انزلي (بالفارسية: کرکان بندر انزلی) هي قرية تقع في إيران في البلدة المركزية. يقدر عدد سكانها بـ 560 نسمة .